# Nordkoreanische Fußballnationalmannschaft (U-20-Frauen)
Die nordkoreanische U-20-Fußballnationalmannschaft der Frauen (조선민주주의인민공화국) repräsentiert Nordkorea im internationalen Frauenfußball. Die Nationalmannschaft untersteht dem Fußballverband der Demokratischen Volksrepublik Korea und wird seit Mai 2019 von Song Sung-gwon trainiert.
Die Mannschaft tritt bei der U-20-Asienmeisterschaft und der U-20-Weltmeisterschaft für Nordkorea an. Mit zwei WM-Titeln und einem Sieg sowie gleich sechs zweiten Plätzen bei der Asienmeisterschaft zählt das Team gemeinsam mit Japan zu den erfolgreichsten U-20-Nationalmannschaften in Asien. Der Sieg bei der U-20-WM 2006 war der erste Titel überhaupt für eine asiatische Frauenfußballmannschaft bei einem FIFA-Turnier.
Auch für die U-20-WM 2022 wäre die nordkoreanische U-20-Auswahl eigentlich qualifiziert gewesen, konnte nach der Verschiebung wegen der COVID-19-Pandemie aber nicht teilnehmen und war somit erstmals seit 16 Jahren nicht bei einer WM-Endrunde dabei.

## Turnierbilanz

### Weltmeisterschaft
| Jahr   | Gastgeber       | Platzierung        |
| ------ | --------------- | ------------------ |
| 2002   | Kanada          | nicht qualifiziert |
| 2004   | Thailand        | nicht qualifiziert |
| 2006   | Russland        | Weltmeister        |
| 2008   | Chile           | Vizeweltmeister    |
| 2010   | Deutschland     | Viertelfinale      |
| 2012   | Japan           | Viertelfinale      |
| 2014   | Kanada          | Halbfinale         |
| 2016   | Papua-Neuguinea | Weltmeister        |
| 2018   | Frankreich      | Viertelfinale      |
| 2020 1 | Costa Rica 1    | – 1                |
| 2022   | Costa Rica      | nicht teilgenommen |
| 2024   | Kolumbien       | Weltmeister        |

### Asienmeisterschaft
| Jahr   | Gastgeber           | Platzierung  |
| ------ | ------------------- | ------------ |
| 2002   | Indien              | Halbfinale   |
| 2004   | Volksrepublik China | 3. Platz     |
| 2006   | Malaysia            | 2. Platz     |
| 2007   | Volksrepublik China | Asienmeister |
| 2009   | Volksrepublik China | 3. Platz     |
| 2011   | Vietnam             | 2. Platz 2   |
| 2013   | Volksrepublik China | 2. Platz 2   |
| 2015   | Volksrepublik China | 2. Platz     |
| 2017   | Volksrepublik China | 2. Platz     |
| 2019   | Thailand            | 2. Platz     |
| 2022 3 | Usbekistan 3        | – 3          |
| 2024   | Usbekistan          | Asienmeister |

## Höchste Siege
|   | Datum            | Ort          | Gegner        | Ergebnis | Anlass                                |
| - | ---------------- | ------------ | ------------- | -------- | ------------------------------------- |
| 1 | 26. Mai 2004     | Suzhou       | Nepal         | 19:0     | Asienmeisterschaft 2004               |
| 2 | 06. August 2025  | Thimphu      | Saudi-Arabien | 15:0     | Asienmeisterschaft 2026 Qualifikation |
| 3 | 10. April 2006   | Kuala Lumpur | Indien        | 14:0     | Asienmeisterschaft 2006               |
| 4 | 28. Mai 2004     | Suzhou       | Usbekistan    | 13:0     | Asienmeisterschaft 2004               |
| 5 | 10. August 2025  | Thimphu      | Nepal         | 11:0     | Asienmeisterschaft 2026 Qualifikation |
| 6 | 08. August 2025  | Thimphu      | Bhutan        | 10:0     | Asienmeisterschaft 2026 Qualifikation |
| 6 | 2. Juni 2004     | Suzhou       | Indien        | 10:0     | Asienmeisterschaft 2004               |
| 6 | 20. April 2002   | Goa          | Thailand      | 10:0     | Asienmeisterschaft 2002               |
| 7 | 15. Oktober 2017 | Nanjing      | Thailand      | 9:0      | Asienmeisterschaft 2017               |
| 7 | 21. August 2015  | Nanjing      | Iran          | 9:0      | Asienmeisterschaft 2015               |
| 7 | 23. August 2012  | Kobe         | Argentinien   | 9:0      | Weltmeisterschaft 2012                |